# MP 14
De MP 14 (Métro Pneu appel d'offres 2014) is een bandenmetro die dienstdoet in de Franse hoofdstad Parijs. De treinen zijn gebouwd door GEC Alsthom.
Dit rollend materieel met rubberen banden uit het Metropolis-gamma van Alstom werd in 2015 besteld door de Régie Autonome des Transports Parisiens (RATP), het Syndicat des transports d'Île-de-France (STIF, nu Île-de-France Mobilités) en de Société du Grand Paris (SGP, nu Société des Grands Projets) voor de Parijse metro.
In automatische versie (CA) wordt het sinds 2020 gebruikt op lijn 14 en sinds 2022 op lijn 4 en wordt momenteel op deze twee lijnen ingezet. In een versie met bestuurderscabine (CC) is hij sinds 2023 ook geleidelijk op lijn 11 in dienst genomen. De eerste trein werd ingehuldigd op 12 oktober 2020 op lijn 14.
Banden: MP 59 · MP 73 · MP 89 · MP 05 · MP 14      Staal: MF 67 · MF 77 · MF 88 · MF 01 · MF 19 (toekomstig)